# ローガン・コスタ
ローガン・エヴァンス・コスタ（Logan Evans Costa, 2001年4月1日 - ）は、フランスのサン＝ドニ出身のプロサッカー選手。ラ・リーガのビジャレアルCF所属。ポジションはディフェンダー。カーボベルデ代表。

## 経歴

### 生い立ち
フランスのサン＝ドニで生まれる。両親はいずれもカーボベルデの出身。

### スタッド・ランス
2016年よりスタッド・ランスのユースアカデミーに加入。2018年にリザーブチームでプロデビューした。

#### ル・マン
2020年にフランス全国選手権のル・マンFCへ期限付き移籍した。
2020-21シーズンは26試合に出場した。チームは昇格プレーオフで敗れ、リーグ・ドゥへの昇格を逃した。

### トゥールーズ
ル・マンへの期限付き移籍が終了後、スタッド・ランスから契約延長をオファーされたが、より多くの出場機会を求めてこれを断った
。
その後、2021年8月にトゥールーズFCへ完全移籍した。
2021-22シーズン開幕当初は控えであったが、クープ・ドゥ・フランスから先発に定着し、同大会で移籍後初得点を記録した。

### ビジャレアル
2024年8月22日にラ・リーガのビジャレアルCFへ完全移籍し、6年契約を結んだ。

## 代表歴
2017年にU-16フランス代表、U-17フランス代表に選出された。2020年にはU-19フランス代表、U-20フランス代表にも選出されたが、新型コロナウイルスの影響で試合が行われず、出場はなかった。
2022年3月16日に両親の出身国であるカーボベルデ代表から初招集され、グアドループとの親善試合に出場してA代表デビューを果たした。2026 FIFAワールドカップ・アフリカ予選、アフリカネイションズカップ2023でもカーボベルデ代表で出場した。

## 個人成績

### 代表
| カーボベルデ代表 | 国際Aマッチ | 国際Aマッチ |
| 年               | 出場        | 得点        |
| ---------------- | ----------- | ----------- |
| 2022             | 1           | 0           |
| 2023             | 2           | 0           |
| 2024             | 10          | 0           |
| 通算             | 13          | 0           |

## タイトル

### クラブ
トゥールーズ
- リーグ・ドゥ：1回（2021-22）
- クープ・ドゥ・フランス：1回（2022-23）